# Portítsa
Portítsa är en ort i Grekland.   Den ligger i prefekturen Nomós Kardhítsas och regionen Thessalien, i den centrala delen av landet, 220 km nordväst om huvudstaden Aten. Portítsa ligger 401 meter över havet och antalet invånare är 161.
Terrängen runt Portítsa är kuperad åt sydväst, men åt nordost är den platt. Runt Portítsa är det glesbefolkat, med 12 invånare per kvadratkilometer. Närmaste större samhälle är Karditsa, 11,0 km nordost om Portítsa. I omgivningarna runt Portítsa växer i huvudsak blandskog.